# Рел
«Рел» (англ. Rel) — американский комедийный телесериал, выходящий на телеканале Fox с 9 сентября 2018 года. Создатель и исполнитель главной роли — Лил Рел Хауэри.
18 апреля 2019 года канал FOX закрыл телесериал после одного сезона.

## Синопсис
Успешный комик пытается вернуть свою жизнь на рельсы, после того как его брак распался.

## В ролях
- Лил Рел Хауэри — Рел, медбрат, пытается восстановить свою жизнь после развода
- Джордан Л. Джонс — Нэт, младший брат Рела, только что вышедший на свободу из тюрьмы
- Джессика «Джесс Уморитель» Мур — Браттани, лучшая подруга Рэла
- Синбад — Милтон, овдовевший отец Рела и Нэта

## Обзор сезонов
| Сезон | Сезон | Эпизоды | Дата показа     | Дата показа    | Рейтинг Нильсена | Рейтинг Нильсена       |
| Сезон | Сезон | Эпизоды | Премьера        | Финал          | Ранк             | Зрители США (миллионы) |
| ----- | ----- | ------- | --------------- | -------------- | ---------------- | ---------------------- |
|       | 1     | 12      | 9 сентября 2018 | 13 января 2019 | 150              | 2,46                   |

## Список эпизодов
| № общий | № в сезоне | Название           | Режиссёр    | Автор сценария                           | Дата премьеры    | Произв. код | Зрители в США (млн) |
| ------- | ---------- | ------------------ | ----------- | ---------------------------------------- | ---------------- | ----------- | ------------------- |
| 1       | 1          | «Pilot»            | Джерри Коэн | Лил Рел & Джош Рабиновиц & Кевин Барнетт | 9 сентября 2018  | 101         | 5.49                |
| 2       | 2          | «Laundry Room»     | Джерри Коэн | Лил Рел & Джош Рабиновиц & Кевин Барнетт | 30 сентября 2018 | 102         | 1.99                |
| 3       | 3          | «Kids First Visit» | Неизвестно  | Неизвестно                               | 7 октября 2018   | 103         | 1.81                |
| 4       | 4          | «One Night Stand»  | Неизвестно  | Неизвестно                               | 14 октября 2018  | 104         | 1.40                |
| 5       | 5          | «Halloween»        | Неизвестно  | Неизвестно                               | 21 октября 2018  | 105         | 1.45                |